# NGC 2397A
NGC 2397A is een spiraalvormig sterrenstelsel in het sterrenbeeld Vliegende Vis. Het bevindt zich in de buurt van NGC 2397 en NGC 2397B.

## Synoniemen
- ESO 58-29
- AM 0721-685
- IRAS07212-6901
- PGC 20754